# Cylindromyia alticola
Cylindromyia alticola är en tvåvingeart som beskrevs av Aldrich 1926. Cylindromyia alticola ingår i släktet Cylindromyia och familjen parasitflugor. Inga underarter finns listade i Catalogue of Life.